# Gravitationsslunga

Banorna som gjorde det möjligt för NASA:s tvillingsonder Voyager att besöka de fyra jätteplaneterna och få tillräckligt hög fart för att lämna solsystemet.

Förenklad förklaring av Gravitationsslungan

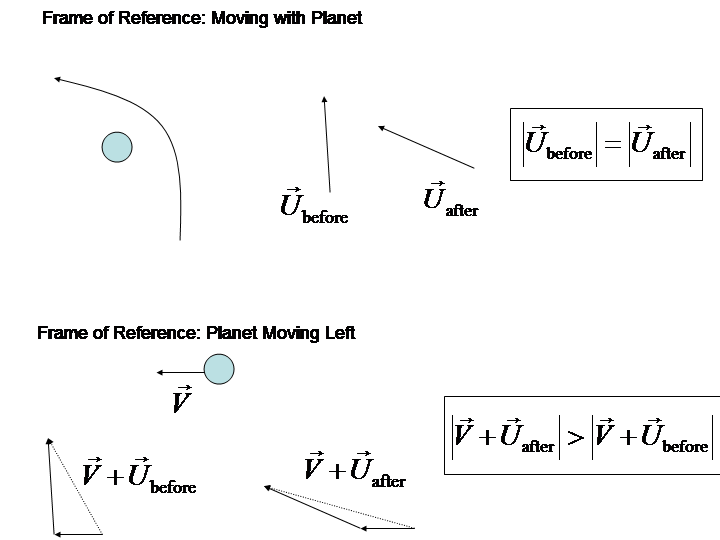
En tvådimensionell schematisk bild av en gravitationsslunga. Pilarna visar riktningen i vilken rymdfarkosten rör sig före och efter mötet med planeten. Pilarnas längd visar rymdfarkostens fart.

En gravitationsslunga (engelska gravity assist eller swing-by) är en manöver som används för rymdfarkoster, där den relativa hastigheten och gravitationen av en planet eller annan större himlakropp används för att ge farkosterna  ett hastighetstillskott vid en nära förbipassage. Manövern används vanligtvis för att spara på drivmedel, tid och kostnad. Gravitationsslungor kan användas för att accelerera, decelerera och/eller omdirigera rymdfarkostens bana. 
Energin till "slungan" kommer från gravitationsenergin hos den mycket massivare planeten. Tekniken föreslogs första gången 1961, och har använts av interplanetariska rymdfarkoster sedan Mariner 10:s förbipassage av Venus.

## Förklaring
En gravitationsslunga ändrar en rymdfarkosts hastighet i relation till solen, även om farkostens fart i relation till planeten när den träder in i och ut ur planetens gravitationsfält är densamma -- vilket den måste enligt energiprincipen. Förenklat verkar det på långt avstånd som om farkosten studsat mot planeten. I fysiken kallas detta för en elastisk kollision även om kontakt i själva verket inte inträffar alls. En gravitationsslunga kan därför användas för att både ändra farkostens hastighet och riktning i förhållande till solen.
Antag en "stillastående" betraktare som ser en planet som rör sig till vänster med farten U och en rymdfarkost som rör sig åt höger med farten v. Om farkosten har riktats rätt passerar den nära planeten; i förhållande till planeten är farten U + v eftersom planeten själv rör sig i motsatt riktning. När farkosten svänger runt planeten har den på grund av energiprincipen fortfarande farten U + v i förhållande till planeten, fast åt motsatt håll, åt vänster. Eftersom planeten rör sig med farten U åt vänster kommer den totala farten sett från den stillastående betraktaren att vara summan av planetens fart och farkostens fart i relation till planeten, det vill säga U + ( U + v ), eller 2U + v. Betraktaren ser alltså en fartökning av 2U.
Förklaringen kan verka överförenklad eftersom detaljerna om farkostens omloppsbana inte nämnts, men det visar sig att om farkosten färdas i en bana som är en hyperbel i relation till planeten så kan den lämna planeten i motsatt riktning utan att ens använda sig av motorer. Fartökningen är verkligen 2U när farkosten väl lämnat planetens dragningskraftsfält.
Förklaringen kan även verka bryta mot energiprincipen|energi- och  rörelsemängdsprinciperna, men den extra energi och rörelsemängd som farkosten får vid gravitationsslungan förloras i motsvarande mängd av planeten. Planetens enorma massa i jämförelse med rymdfarkostens gör dock den resulterande fartändringen omätbart liten. Effekterna på planeten är så obetydliga (eftersom planeter är så mycket mer massiva än rymdfarkoster) att de kan försummas vid beräkningar.
En mer realistisk beskrivning av gravitiationsslungor i rymden kräver att man betraktar manövern i tre dimensioner. Samma principer som i exemplet ovan gäller, men nu krävs vektoraddition för att beräkna den slutgiltiga hastigheten.
Gravitationsslungor kan också användas för att decelerera en farkost. Både Mariner 10 och MESSENGER genförde sådana manövrer för att nå Merkurius.
Om ytterligare fart krävs utöver den som erhålls enbart med gravitationsslungan är den mest ekonomiska tiden att använda farkostens raketmotorer nära periapsen, det vill säga när farkosten är närmast planeten. En raketmotor ger alltid samma förändring i hastighet (Δv), men förändringen i den kinetiska energin är proportionell med farkostens fart när raketmotorn är igång. För att få maximal kinetisk energi från raketmotorn bör den alltså slås på när farkosten rör sig som snabbast, vilket är vid periapsen.

## Historik
I avhandlingen "Tem kto badet chitat, chtoby stroit" (ryska: till den som läser [denna avhandling] för att bygga [en interplanetarisk raket], daterad 1918-1919, föreslog Juri Kondratjuk att en rymdfarkost som färdas mellan två planeter skull kunna accelereras vid början av banan och decelereras vid slutet av banan genom att använda sig av gravitationskraften från de två planeternas månar. 1925 gjorde Friedrich Zander ett liknande förslag i  avhandlingen "Проблема полета при помощи реактивных аппаратов: межпланетные полеты" (Problem vid flygning med reaktionsapparater: interplanetariska flygningar).
Dock insåg ingen av dessa forskare att gravitationsslungor från planeter längs med en rymdfarkosts bana kunde användas för att driva dem och att det därför gick att enormt reducera den erforderliga drivmedelsmängden vid resor mellan planeterna. Den upptäckten gjordes 1961 av Michael Minovitch.

## Rymdsonder
Några rymdsonder som använt sig av gravitationsslungor.

- Cassini-Huygens
- Galileo
- Mariner 10
- MESSENGER
- New Horizons
- Pioneer 11
- Rosetta
- STEREO
- Ulysses
- Vega 1
- Vega 2
- Voyager 1
- Voyager 2